# Aspazja

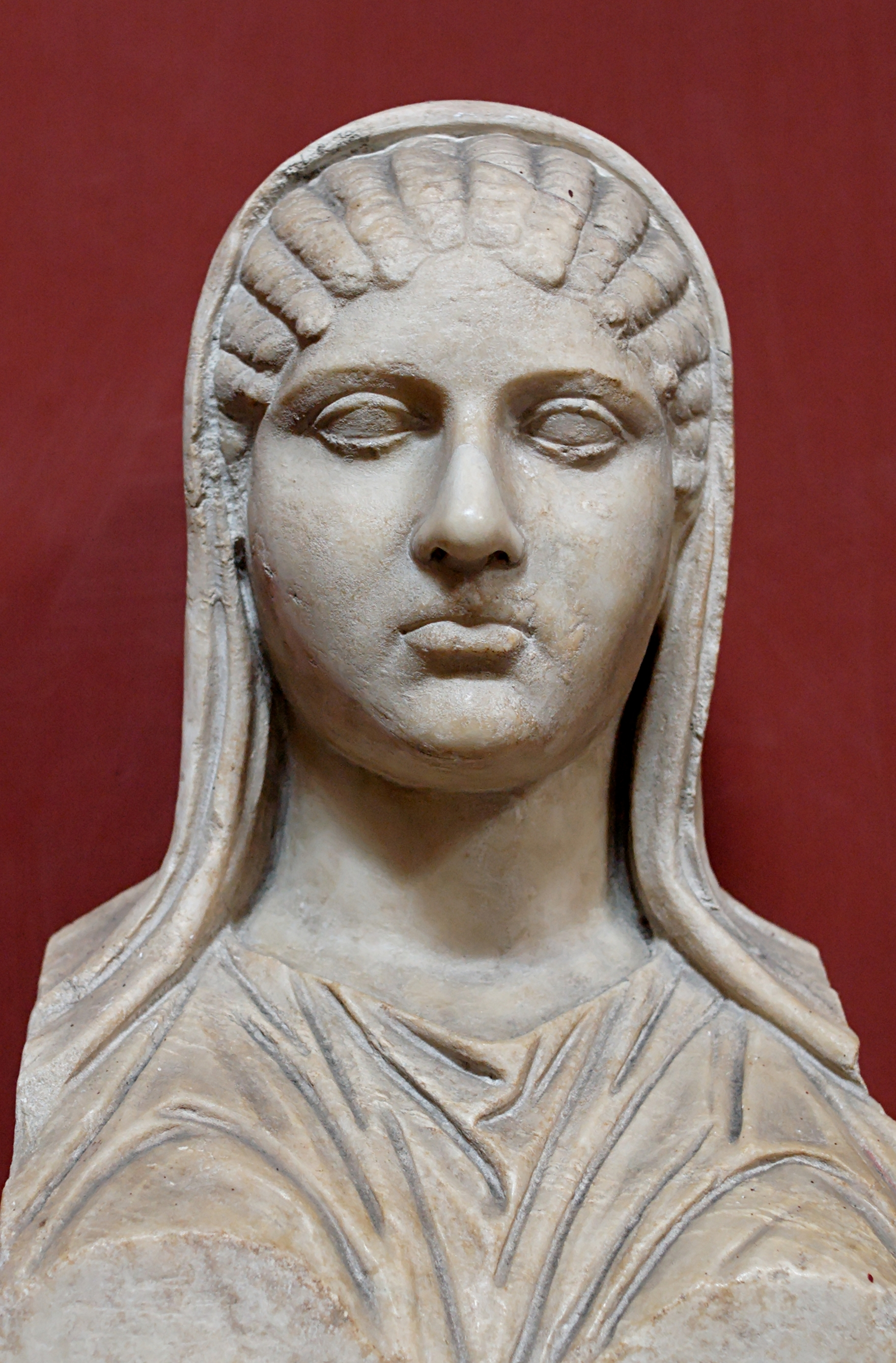
Marmurowa herma w Muzeum Watykańskim z imieniem Aspazji na podstawie. Odkryta w 1777, jest rzymską kopią oryginału z V w. p.n.e. i może przedstawiać jej stelę nagrobną

Aspazja (gr. Ἀσπασία, ur. ok. 470, zm. ok. 400 p.n.e.) – mieszkanka Miletu, która zasłynęła swym związkiem z Peryklesem, ateńskim mężem stanu. Według niektórych autorów była jego żoną.
Niewiele wiadomo o szczegółach jej życia. Większą część dorosłych lat spędziła w Atenach, prawdopodobnie wywierając wpływ na Peryklesa i ateńską politykę. Jest o niej mowa w dziełach Platona, Arystofanesa, Ksenofonta i innych autorów tego czasu.
Starożytni pisarze wspominają również, że Aspazja prowadziła dom publiczny i sama była nierządnicą, jednakże współcześni naukowcy kwestionują te relacje, które miałyby pochodzić od komediopisarzy zainteresowanych zniesławianiem Peryklesa. Niektórzy badacze kwestionują nawet historyczną tradycję, zgodnie z którą miała być ona heterą albo kurtyzaną. Zasugerowali, że w rzeczywistości mogła być żoną Peryklesa. Aspazja miała z Peryklesem syna, Peryklesa Młodszego, który później, będąc strategiem w armii greckiej, został stracony po bitwie pod Arginuzami. Przyjmuje się, że po śmierci Peryklesa Starszego została kurtyzaną Lizyklesa, innego ateńskiego dowódcy i męża stanu.

## Życiorys

### Pochodzenie i młodość
Aspazja urodziła się w Milecie, jońskim mieście w Azji Mniejszej (dzisiejsza prowincja Aydın w Turcji). Niewiele wiadomo o jej pochodzeniu. Jej ojciec miał na imię Aksjochos, a rodzina musiała być dobrze sytuowana, gdyż tylko zamożni ludzie byli w stanie ponieść koszty świetnego wykształcenia, które odebrała. Niektóre źródła starożytne podają, że będąc jeńcem Karyjczyków, stała się niewolnicą, jednakże na ogół wypowiedzi te uznaje się za fałszywe.
Nie wiadomo, z jakiego powodu po raz pierwszy przybyła do Aten. Odkrycie pochodzącej z IV w. inskrypcji nagrobnej, która wspomina o Aksjochosie i Aspazji, skłoniło historyka Petera K. Bicknella do podjęcia próby ustalenia pochodzenia rodziny Aspazji i jej ateńskich krewnych. Jego teoria łączy ją z Alcybiadesem II, który będąc ostracyzmowanym z Aten w 460 r. p.n.e., mógł przebywać na wygnaniu w Milecie. Bicknell przypuszcza, że w następstwie wygnania, starszy Alcybiades przybył do Miletu, gdzie poślubił córkę niejakiego Aksjochosa. Alcybiades najwyraźniej powrócił do Aten, zabierając ze sobą nową żonę i jej młodszą siostrę – Aspazję. Bicknell utrzymuje, że pierwsze dziecko pochodzące z tego małżeństwa miało na imię Aksjochos (wuj słynnego Alcybiadesa), a drugie Aspazjos. Ponadto twierdzi, że Perykles poznał Aspazję, gdyż był blisko związany z domem Alcybiadesa.

### Życie w Atenach

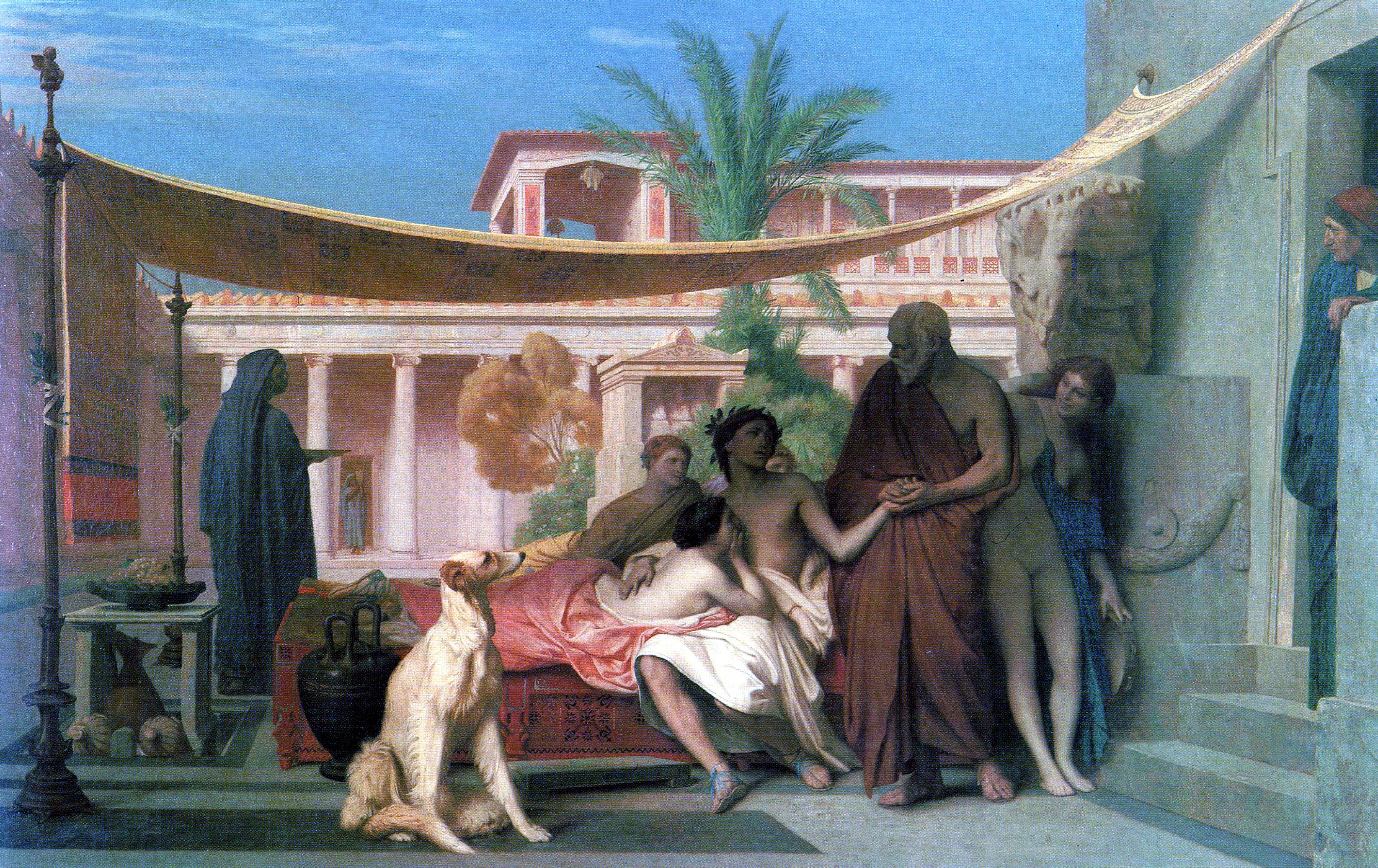
Jean-Léon Gérôme (1824–1904): Sokrates szukający Alcybiadesa w domu Aspazji, 1861.

Według podawanych w wątpliwość wypowiedzi starożytnych pisarzy i niektórych współczesnych uczonych, w Atenach Aspazja została heterą i prawdopodobnie prowadziła dom publiczny. Hetery były profesjonalnymi wysokiej klasy towarzyszkami, jak również kurtyzanami. Oprócz dbania o własną urodę różniło je od większości ateńskich kobiet to, że były wykształcone (często na wysokim poziomie, tak jak w przypadku Aspazji), niezależne i płaciły podatki. Przypominały kobiety wyzwolone, a Aspazja, która w ateńskim społeczeństwie stała się wyrazistą postacią, prawdopodobnie była tego najlepszym przykładem. Według Plutarcha, Aspazja była porównywana z Targelią, kolejną sławną starożytną jońską heterą.
Będąc cudzoziemką i być może heterą, Aspazja była wolna od prawnych ograniczeń, które tradycyjnie zamykały zamężne kobiety w ich domach, tym samym mogła uczestniczyć w życiu publicznym miasta. We wczesnych latach czterdziestych V w. została kochanką ateńskiego męża stanu Peryklesa. Po tym, jak (ok. 445 r. p.n.e.) rozwiódł się ze swą pierwszą żoną, Aspazja żyła z Peryklesem, jednakże jej status małżeński pozostaje dyskusyjny. Ich syn, Perykles Młodszy, musiał narodzić się przed 440 r. p.n.e. Aspazja musiała być stosunkowo młoda, skoro ok. 428 r. p.n.e. była w stanie urodzić dziecko Lizyklesowi.
W kręgach społecznych Aspazja była bardziej znana jako zdolny rozmówca i doradca aniżeli obiekt pożądania. Plutarch opisywał jej dom jako intelektualne centrum Aten, przyciągające najwybitniejszych pisarzy i myślicieli, w tym filozofa Sokratesa. Biograf pisze, że – mimo niemoralnego życia Aspazji – ateńscy mężczyźni przyprowadzali swoje żony, aby usłyszały jej konwersację.

### Osobiste i publiczne ataki
Wysoka pozycja Peryklesa, Aspazji i ich przyjaciół nie gwarantowała im bezwzględnej nietykalności,
albowiem władza w demokracji ateńskiej nie była równoznaczna z panowaniem absolutnym. Związek Aspazji z Peryklesem i wynikające z tego jej wpływy polityczne, wywoływały sprzeciw. Donald Kagan, historyk z Uniwersytetu Yale, uważa, że Aspazja była szczególnie niepopularna w latach, które nastąpiły bezpośrednio po wojnie z Samos. W 440 r. p.n.e. Samos prowadziło z Miletem wojnę o Priene, starożytne jońskie miasto u podnóża Mykale. Pokonani mieszkańcy Miletu przybyli do Aten, aby przedstawić swoje argumenty przeciwko Samos. Kiedy Ateńczycy nakazali obu stronom zaprzestanie walki i poddanie sprawy arbitrażowi w Atenach, Samijczycy odmówili. W odpowiedzi Perykles zarządził wysłanie ekspedycji na Samos. Kampania okazała się jednak trudna i zanim doszło do pokonania Samijczyków, Ateńczycy musieli pogodzić się z dużymi stratami w ludziach. Według Plutarcha, uważano, że to pochodząca z Miletu Aspazja ponosi odpowiedzialność za wojnę, gdyż Perykles rozstrzygnął spór na niekorzyść Samos i zaatakował wyspę, aby ją zadowolić.

Jak dotąd zło nie było poważne i tylko my byliśmy pokrzywdzeni. Ale teraz jacyś młodzi pijacy udali się do Megary i porwali kurtyzanę Simajtę. Z kolei Megaryjczycy, dotknięci do żywego, uciekli z dwiema ladacznicami z domu Aspazji. I tak, z powodu trzech nierządnic, Grecja stanęła w płomieniach. Wtedy Perykles, płonąc gniewem na swoich olimpijskich wyżynach, cisnął błyskawicą, wywołał huk gromu, strwożył Grecję i ustanowił edykt, brzmiący niczym piosenka o tym, że Megaryjczyków wypędza się z naszej ziemi i z naszych targowisk, z morza i z kontynentu

Przed wybuchem wojny peloponeskiej (431–404 p.n.e.), Perykles, niektórzy z jego najbliższych towarzyszy i Aspazja stali się obiektem serii osobistych i prawnych ataków. W szczególności Aspazja została oskarżona o demoralizowanie ateńskich kobiet dla zaspokojenia perwersji Peryklesa. Plutarch wspomina, że wytoczono jej proces o bezbożność, w którym komediopisarz Hermippos był oskarżycielem. Wszystkie te zarzuty prawdopodobnie nie były niczym więcej niż nieudowodnionymi oszczerstwami, ale było to gorzkie doświadczenie dla ateńskiego przywódcy. Zdaniem autora, dzięki wyjątkowo emocjonalnemu wystąpieniu Peryklesa Aspazja została uniewinniona. Kolejnego z przyjaciół Peryklesa, Anaksagorasa, zaatakowała eklezja (Zgromadzenie Ludowe) z powodu jego przekonań religijnych. Zdaniem Kagana, nie można jednak wykluczyć, że sprawa Aspazji i jej uniewinnienie były późniejszym wymysłem, „który rzeczywiste pomówienia, podejrzenia i sprośne dowcipy zmienił w zmyślony proces sądowy”. Anthony J. Podlecki, profesor nauk klasycznych Uniwersytetu Kolumbii Brytyjskiej, twierdzi, że Plutarch (albo źródło, na którym się oparł) prawdopodobnie źle zrozumiał scenę którejś z komedii. Kagan dodaje, że nawet jeśli uwierzymy tym opowieściom, Aspazja wyszła z tego wszystkiego bez szwanku z pomocą Peryklesa lub bez niej.
W Acharnejczykach Arystofanes obwinia Aspazję za wojnę peloponeską. Twierdzi, że dekret megaryjski Peryklesa, który wyłączył Megarę z handlu z Atenami i jej sprzymierzeńcami, stanowił odwet za uprowadzenie przez Megaryjczyków prostytutek z domu Aspazji. Portret Aspazji autorstwa Arystofanesa, jako tej, która z przyczyn osobistych doprowadza do wybuchu wojny ze Spartą, może przywodzić na myśl wcześniejszy epizod związany z Miletem i Samos. Zdaniem Podleckiego to Durys z Samos zdaje się wysuwać tezę, że Aspazja wywołała wojnę z Samos i wojnę peloponeską. Plutarch przytacza także prześmiewcze uwagi innych komediopisarzy, takich jak Eupolis i Kratynos.
Aspazję nazywano „nową Omfalą”, „Dejanirą”, „Herą” i „Heleną”. Dalsze ataki na związek Peryklesa z Aspazją są opisane przez Atenajosa z Naukratis. Nawet syn Peryklesa, Ksantypos, który miał ambicje polityczne, nie wahał się pomawiać ojca, rozpowiadając jego sprawy rodzinne.

### Późniejsze lata i śmierć

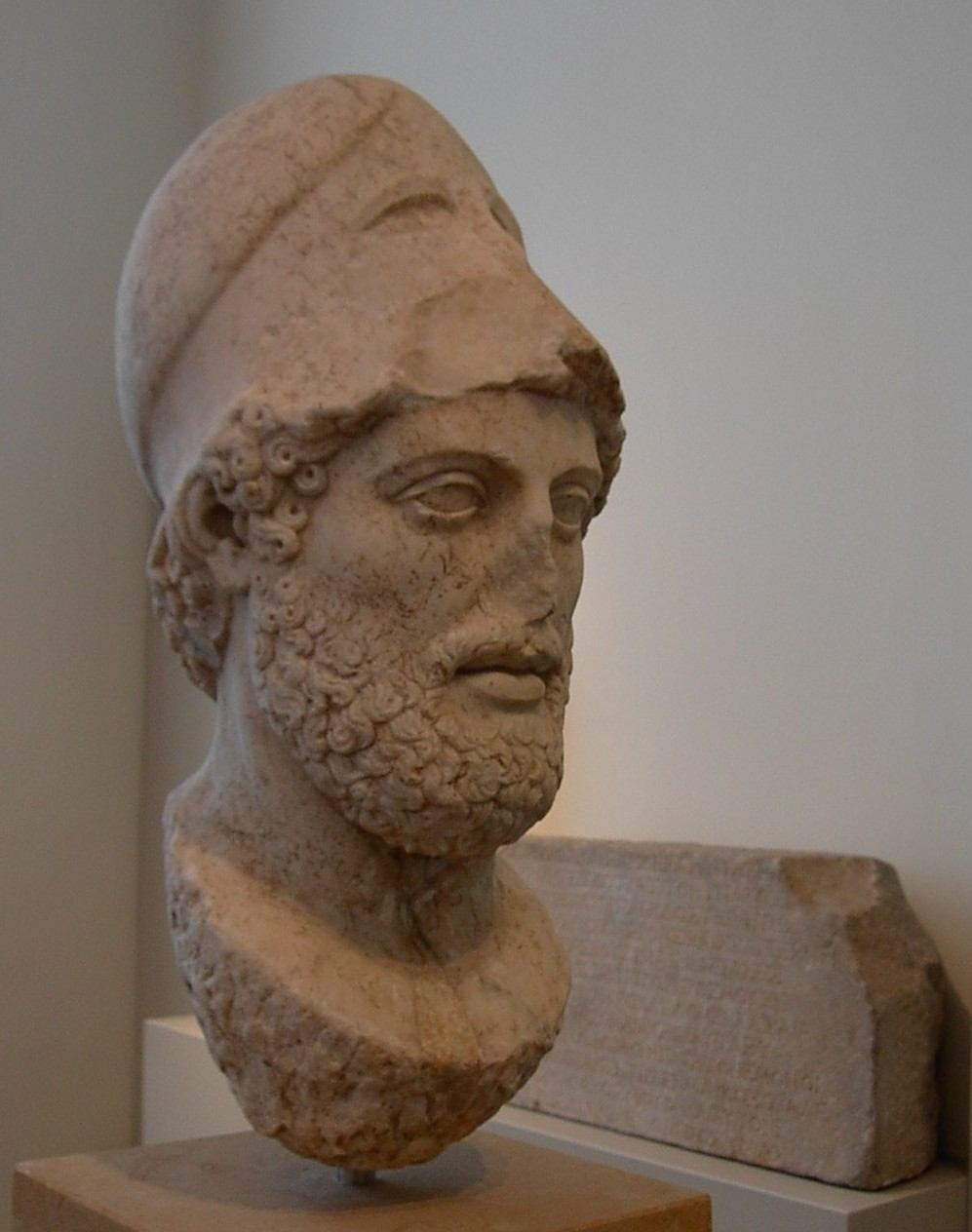
Popiersie Peryklesa, Stare Muzeum, Berlin

W 429 r. p.n.e., w czasie zarazy ateńskiej, Perykles był świadkiem śmierci swojej siostry i obu prawowitych synów z pierwszego małżeństwa, Ksantyposa i ukochanego Paralosa. To złamało jego ducha, pogrążył się w żałobie i nawet towarzystwo Aspazji nie mogło go pocieszyć. Na krótko przed jego śmiercią Ateńczycy zgodzili się na zmianę w prawie o obywatelstwie z 451 r. p.n.e., która umożliwiła uczynić jego półattyckiego, pochodzącego ze związku z Aspazją syna, Peryklesa Młodszego, obywatelem i prawowitym spadkobiercą. Decyzja ta jest zaskakująca, biorąc pod uwagę, że to właśnie Perykles postulował, aby obywatelstwo przysługiwało wyłącznie tym, którzy z obu stron wykazywali się ateńskim pochodzeniem. Perykles zmarł wskutek zarazy jesienią 429 r. p.n.e.
Plutarch przytacza poświęcony Aspazji dialog Ajschinesa ze Sfettos (obecnie zaginiony), z którego wynikało, że po śmierci Peryklesa Aspazja żyła z Lizyklesem, ateńskim dowódcą i przywódcą demokratycznym, z którym miała kolejnego syna i że to właśnie ona uczyniła go pierwszą osobą w Atenach. Lizykles poległ w walce w 428 r. p.n.e. Wraz ze śmiercią Lizyklesa kończą się ówczesne zapiski dotyczące Aspazji. Nie wiadomo na przykład czy nadal żyła gdy jej syn Perykles został wybrany dowódcą albo gdy stracono go po bitwie pod Arginuzami. Większość historyków podaje, że zmarła ok. 401 – 400 r. p.n.e., opierają się przy tym na założeniu, że Aspazja zmarła przed egzekucją Sokratesa w 399 r. p.n.e., który to wniosek wyprowadzają z budowy Aspazji Ajschinesa.

## Nawiązania w literaturze

### Starożytne dzieła filozoficzne
Aspazja pojawia się w pismach filozoficznych Platona, Ksenofonta, Ajschinesa ze Sfettos i Antystenesa. Niektórzy uczeni utrzymują, że Platon będąc pod wrażeniem jej inteligencji i poczucia humoru, uczynił ją pierwowzorem postaci Diotymy w Uczcie. Inni twierdzą, że Diotyma jest postacią historyczną. Zdaniem Charlesa Kahna, profesora filozofii Uniwersytetu Stanowego Pensylwanii, Diotyma jest pod wieloma względami odpowiedzią Platona na Aspazję Ajschinesa.
W Meneksenosie wykpiwa związek Aspazji z Peryklesem i cytuje Sokratesa, stwierdzającego ironicznie, że była ona trenerem wielu mówców. Zamiarem Sokratesa jest podkopanie retorycznej sławy Peryklesa poprzez, równie ironiczne, stwierdzenie, że skoro ateński mąż stanu kształcił się u Aspazji, powinien górować w retoryce nad kimś, kogo nauczycielem był Antyfon. Ponadto przypisuje Aspazji autorstwo mowy pogrzebowej i atakuje cześć oddawaną Peryklesowi przez współczesnych. Kahn utrzymuje, że Platon zaczerpnął z Ajschinesa motyw Aspazji jako nauczycielki Peryklesa i Sokratesa w zakresie retoryki. Aspazja Platona i Lizystrata Arystofanesa to dwa wyraźne wyjątki od zasady nieprzystawalności kobiet do roli mówcy, jednakże te fikcyjne postacie nic nam nie mówią o rzeczywistej pozycji kobiet w Atenach. Martha L. Rose, profesor historii Uniwersytetu Stanowego Trumana, wyjaśnia, że „tylko w komedii psy się procesują, ptaki rządzą, a kobiety przemawiają”.
Ksenofont wspomina Aspazję dwukrotnie w swoich pismach sokratycznych, we Wspomnieniach o Sokratesie oraz w Oikonomikos. W obu przypadkach jej rady są zalecane przez Sokratesa Kritobulosowi. We Wspomnieniach Sokrates cytuje wypowiedź Aspazji o tym, że swat powinien opisywać pozytywne cechy mężczyzny zgodnie z prawdą. Z kolei w Oikonomikos Sokrates przyznaje, że Aspazja ma od niego większą wiedzę na temat prowadzenia gospodarstwa domowego i stosunków majątkowych pomiędzy mężem i żoną.

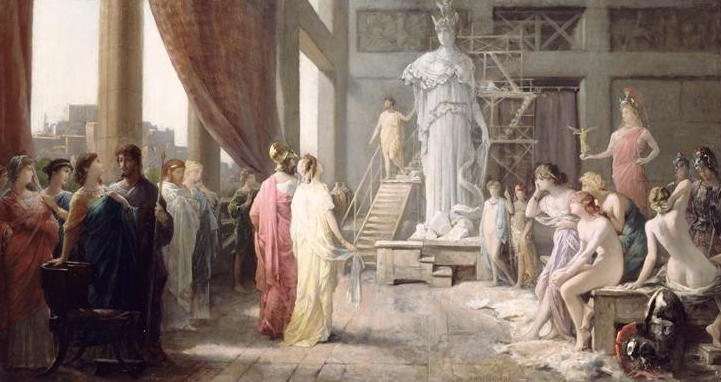
Obraz Hectora Leroux (1682 – 1740 r.) przedstawiający Peryklesa i Aspazję podziwiających gigantyczny posąg Ateny w pracowni Fidiasza

Zarówno Ajschines ze Sfettos, jak i Antystenes nazwali swoje dialogi sokratyczne Aspazja (jednakże oba przetrwały tylko we fragmentach). Najważniejszymi dla nas źródłami poznania Aspazji Ajschinesa są Atenajos z Naukratis, Plutarch i Cyceron. W dialogu Sokrates zaleca Kalliasowi wysłać jego syna Hipponikosa do Aspazji na naukę. Kiedy Kallias wzdraga się na myśl o żeńskim nauczycielu, Sokrates zauważa, że Aspazja wywarła korzystny wpływ na Peryklesa, a po jego śmierci na Lyziklesa. W jednym z fragmentów dialogu, zachowanym w przekładzie łacińskim przez Cycerona, Aspazja pojawia się jako „żeński Sokrates” doradzając pierwszej żonie Ksenofonta i samemu Ksenofontowi (rzeczony Ksenofont nie jest sławnym historykiem) jak zdobyć cnotę przez samowiedzę. Ajschines przedstawia Aspazję jako nauczycielkę i inspiratorkę doskonałości, wiążąc te cechy z jej pozycją jako hetery. Według Kahna poszczególne epizody w Aspazji Ajschinesa są nie tylko fikcyjne, ale wręcz niewiarygodne.
Z Aspazji Antystenesa pozostały zaledwie dwa albo trzy cytaty. Dialog ten zawiera wiele oszczerstw, ale również anegdot odnoszących się do życiorysu Peryklesa. Antystenes zdaje się atakować nie tylko Aspazję, ale całą rodzinę Peryklesa, włączając w to synów. Filozof uważa, że wielki mąż stanu przedkładał życie dla przyjemności nad cnotę. Tym samym przedstawia Aspazję jako uosobienie rozpustnego życia.

### Literatura nowożytna

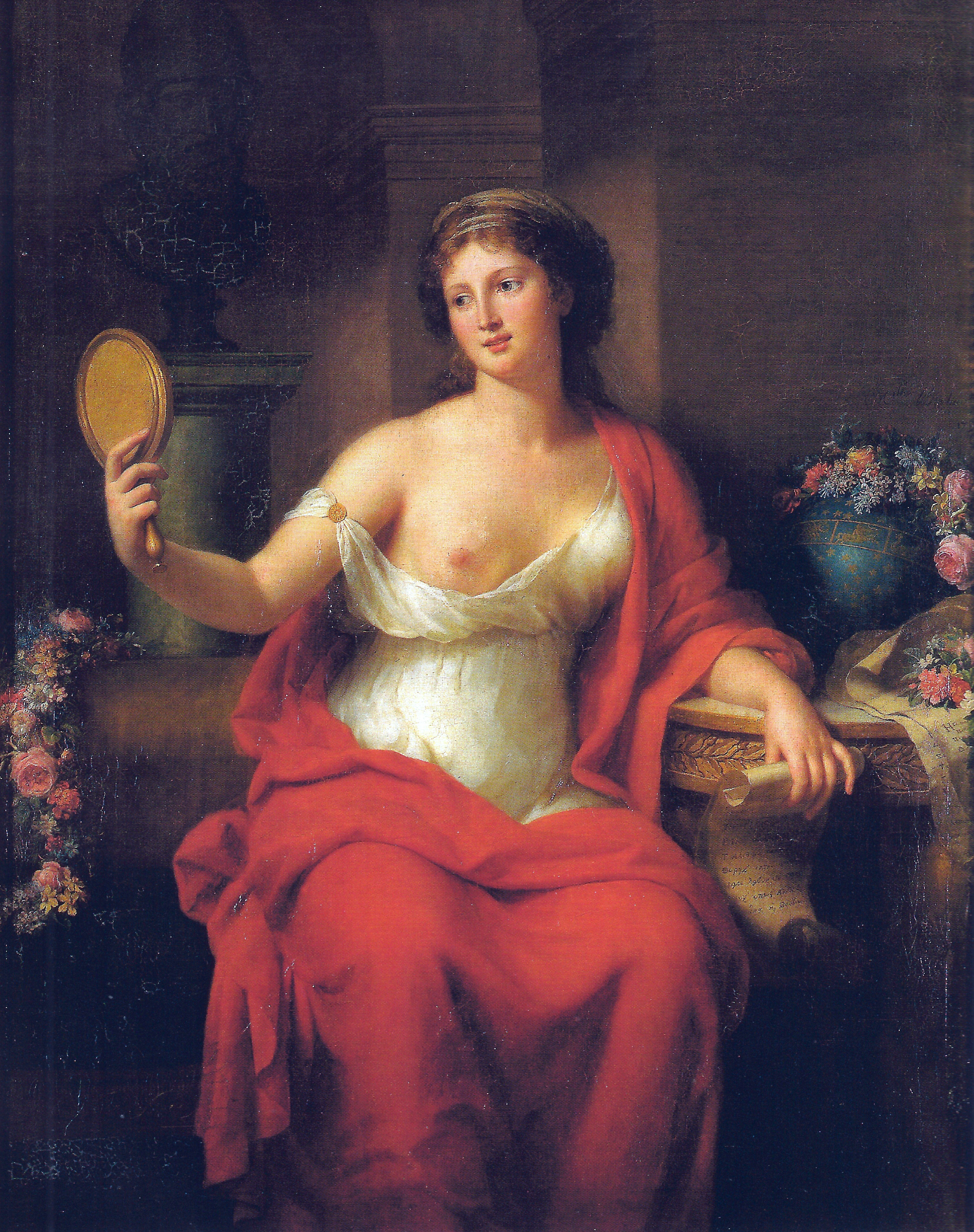
Autoportret, Marie Bouliard jako Aspazja, 1794

Aspazja pojawia się w kilku ważnych utworach literatury nowożytnej. Jej romantyczna zażyłość z Peryklesem inspirowała niektórych spośród najbardziej znanych powieściopisarzy i poetów ostatnich stuleci. Zwłaszcza dziewiętnastowieczni romantycy i dwudziestowieczni twórcy powieści historycznych odnajdywali w ich historii niewyczerpane źródło inspiracji. W 1835 r. Lydia Maria Child, amerykańska abolicjonistka, powieściopisarka i dziennikarka, opublikowała książkę pt. Philothea, klasyczny romans, którego akcja rozgrywa się w czasach Peryklesa i Aspazji. Książka jest uznawana za najbardziej udane i wyszukane dzieło autorki, ponieważ postacie kobiece, zwłaszcza Aspazja, są tam przedstawione w niezwykle piękny i delikatny sposób.
W 1836 r. Walter Savage Landor, angielski pisarz i poeta, opublikował jedną ze swoich najbardziej znanych książek pt. Pericles and Aspasia. Przedstawia ona klasyczne Ateny za pośrednictwem serii listów zawierających liczne wiersze. Listy często nie opisują wiernie prawdziwej historii, ale próbują oddać ducha ateńskiego złotego wieku. Kolejnym powieściopisarzem i poetą, którego zainspirowała osobowość Aspazji, był Austriak Rober Hamerling. W 1876 r. ukazała się jego Aspasia, powieść kulturalno-historyczna przedstawiająca maniery i moralność epoki Peryklesa. Giacomo Leopardi, włoski poeta będący pod wpływem ruchu romantycznego, opublikował zbiór pięciu wierszy znanych jako ciclo di Aspasia. Do napisania tych wierszy pobudziło go bolesne doświadczenie desperackiej i niespełnionej miłości do kobiety, Fanny Targioni Tozzetti. Od imienia towarzyszki Peryklesa, Leopardi nazywał tę osobę Aspazją.
W 1918 r. pisarz i dramaturg George Cram Cook wystawił swoją pierwszą pełnej długości sztukę pt. The Athenian Women, która przedstawia Aspazję przewodzącą strajkowi przeciwko wojnie. Cook połączył tematykę antywojenną z grecką oprawą. Amerykańska pisarka Gertrude Atherton w The Immortal Marriage (1927 r.) również podejmuje historię Peryklesa i Aspazji. Opisuje okres wojny o Samos, wojny peloponeskiej i wielkiej zarazy ateńskiej. Także Taylor Caldwell w pochodzącej z 1974 r. książce pt. Glory and the Lightning ukazuje związek Aspazji z Peryklesem.
W 2005 r. została wydana powieść historyczna Elise Garrison, emerytowanej profesor Texas A&M University, pt. The Milesian Mistress. Autorka opowiadając losy Aspazji jako kurtyzany, pragnie przybliżyć czytelnikowi życie w Grecji w V w. p.n.e.
Aspazja jest jedną z głównych postaci powieści Karen Essex, pt. Stealing Athena (2008). Autorka przedstawia w sposób równoległy historię Aspazji i Mary Nisbet, hrabiny Elgin.

## Sława i ocena
Imię Aspazji jest ściśle związane z chwałą i sławą Peryklesa. Plutarch uznaje ją za znaczącą postać zarówno pod względem politycznym, jak też intelektualnym i wyraża swój zachwyt nad kobietą, która „potrafiła podporządkowywać sobie czołowych mężów w państwie oraz sprostać oczekiwaniom filozofów, gdy posługując się wzniosłymi terminami, prowadzili z nią obszerne dyskusje”. Biograf twierdzi, że Aspazja zyskała taką sławę, iż Cyrus Młodszy, który wyruszył na wojnę z królem perskim Artakserksem II, nazwał jej imieniem jedną ze swych nałożnic, która wcześniej nazywała się Milto. Po tym, jak Cyrus poległ w bitwie, król zatrzymał tę kobietę, a ona uzyskała na niego wielki wpływ. Lukian z Samosat nazywa Aspazję „modelem mądrości”, „podziwianą przez godnego podziwu Olimpijczyka” i chwali „jej wiedzę i intuicję polityczną, jej spryt i przenikliwość”. Retoryczna sława Aspazji znajduje potwierdzenie w tekście spisanym w języku syryjskim, zgodnie z którym Aspazja ułożyła przemówienie i poleciła mężczyźnie odczytywać je w sądach w jej zastępstwie. Wzmiankę o Aspazji odnajdujemy również w pochodzącej z X w. bizantyjskiej encyklopedii – Księdze Suda. Przedstawiono ją tam jako „uzdolnioną w wymowie”, sofistkę i nauczycielkę retoryki.
Na podstawie takich ocen, badacze, jak Cheryl Glenn, profesor Uniwersytetu Stanowego Pensylwanii, utrzymują, że Aspazja zdaje się jedyną kobietą w antycznej Grecji, która wybiła się w sferze publicznej, a na dodatek musiała mieć wpływ na kształt przemówień Peryklesa. Niektórzy uczeni sądzą, że Aspazja otworzyła akademię dla młodych kobiet z dobrych domów, a nawet, że wynalazła metodę sokratyczną. Z drugiej strony, Rober W. Wallace, profesor nauk klasycznych Uniwersytetu Northwestern, podkreśla, że „nie możemy uznać historycznego dowcipu, jakoby Aspazja nauczyła Peryklesa przemawiać, za fakt i na tej podstawie przyjąć, że była mistrzem retoryki albo filozofem”. Zdaniem Wallace’a, przyjęta przez Platona intelektualna rola Aspazji mogła wywodzić się z komedii. Kagan opisuje Aspazję jako „piękną, niezależną, niezwykle błyskotliwą młodą kobietę, umiejącą nie poddawać się w konwersacji z najlepszymi umysłami w Grecji, dyskutować ze swoim mężem i wyjaśniać wszystkie wątpliwości”. Roger Just, profesor antropologii społecznej Uniwersytetu Kent, zajmujący się również naukami klasycznymi, jest przekonany, że Aspazja była wyjątkową postacią, ale jej przykład wystarcza, aby podkreślić fakt, że kobieta dorównująca mężczyźnie pod względem intelektualnym i społecznym musiała być heterą. Według siostry Prudence Allen, filozofa i profesora seminaryjnego, pobudzenie przez Aspazję filozoficznego potencjału kobiet, stanowiło krok naprzód w stosunku do poetyckich inspiracji Safony.

## Historyczna realność życia Aspazji
Jak wskazuje Jona Lendering, głównym problemem pozostaje to, że większość z tego, co wiemy na temat Aspazji, opiera się jedynie na hipotezach. Tukidydes o niej nie wspomina. Naszymi jedynymi źródłami są niepewne wyobrażenia i domysły utrwalone przez mężczyzn, którzy wcale nie przejmowali się Aspazją jako postacią historyczną. Dlatego też na obraz Aspazji składa się zbiór kłócących się ze sobą wizerunków. Raz jest dobrą żoną, jak Teano, innym razem jakimś połączeniem kurtyzany z prostytutką, jak Targelia. Z tego powodu współcześni badacze wyrażają swój sceptycyzm wobec historycznej realności życia Aspazji. Stąd też Madeleine M. Henry, profesor nauk klasycznych Uniwersytetu Stanowego Iowa, wskazuje, że „powstałe w starożytności anegdoty z życia Aspazji są bardzo barwne, prawie zupełnie nieweryfikowalne, ale ciągle żyją i mają się dobrze w dwudziestym wieku”. Podsumowując, stwierdza, że w przypadku Aspazji „można jedynie nakreślić najbardziej oczywiste życiowe ewentualności”. Charles W. Fornara i Loren J. Samons II, profesorowie nauk klasycznych i historii, przyznają: „jest, według naszej wiedzy, bardzo możliwe, że prawdziwa Aspazja biła na głowę swoje książkowe odpowiedniki”.

## Literatura dodatkowa
- Atherton Gertrude – The Immortal Marriage; Kessinger Publishing; 2004. ISBN 1-4179-1559-5
- Becq de Fouquières Louis – Aspasie de Milet (po francusku); Didier, 1872
- Hamerling Louis – Aspasia: a Romance of Art and Love in Ancient Hellas; Geo. Gottsberger Peck, 1893
- Savage Landor Walter – Pericles And Aspasia; Kessinger Publishing, 2004. ISBN 0-7661-8958-9
- Cecilia Cozzi. Aspasia, story of a woman, historical novel (italian), David and Matthaus, 2014 Italy ISBN 978-88-98899-01-2